# Колібрі-сапфір білобородий
Колі́брі-сапфі́р білобородий (Chlorestes cyanus) — вид серпокрильцеподібних птахів родини колібрієвих (Trochilidae). Мешкає в Південній Америці.

## Опис

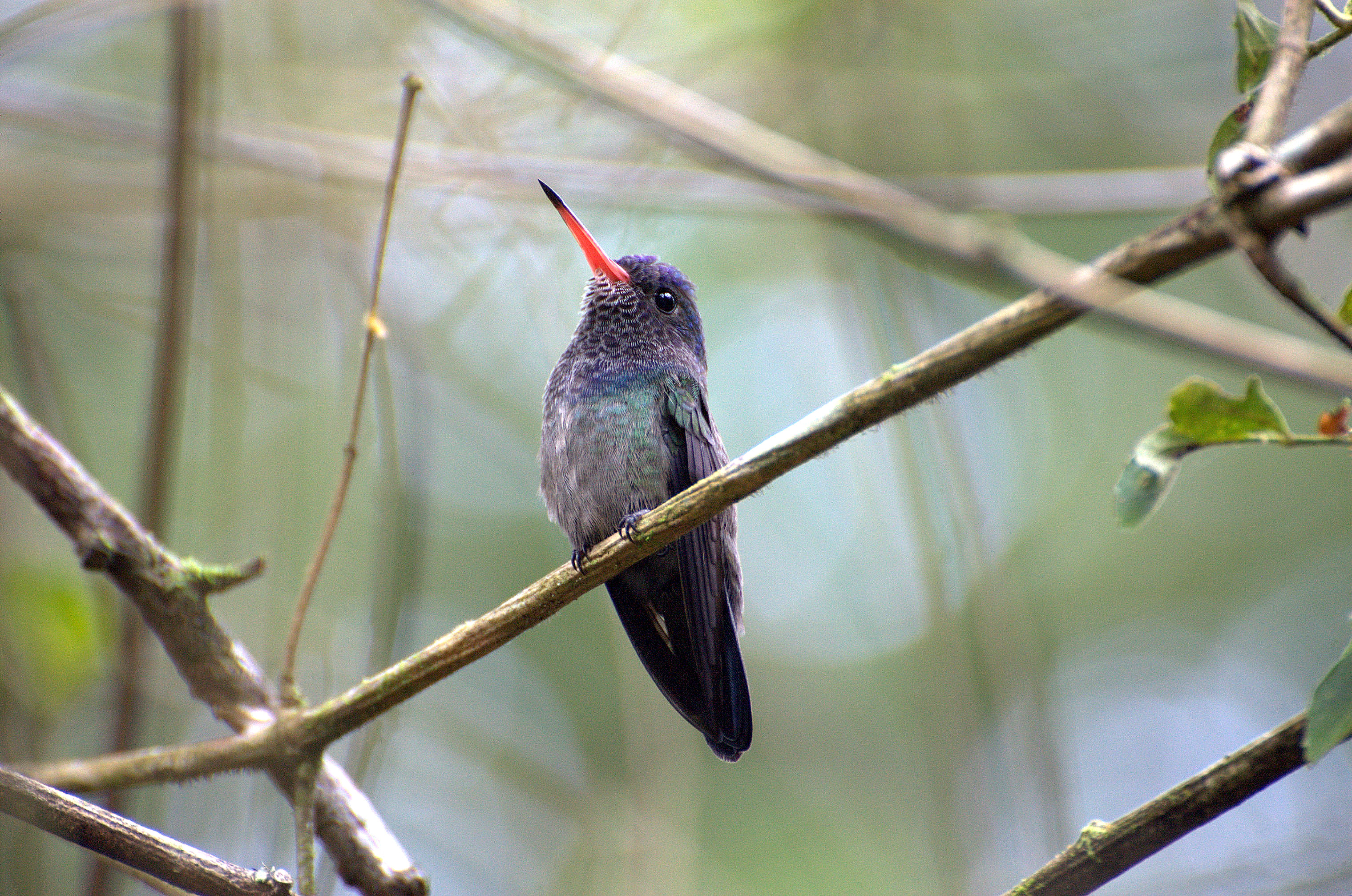
Самець білобородого колібрі-сапфіра

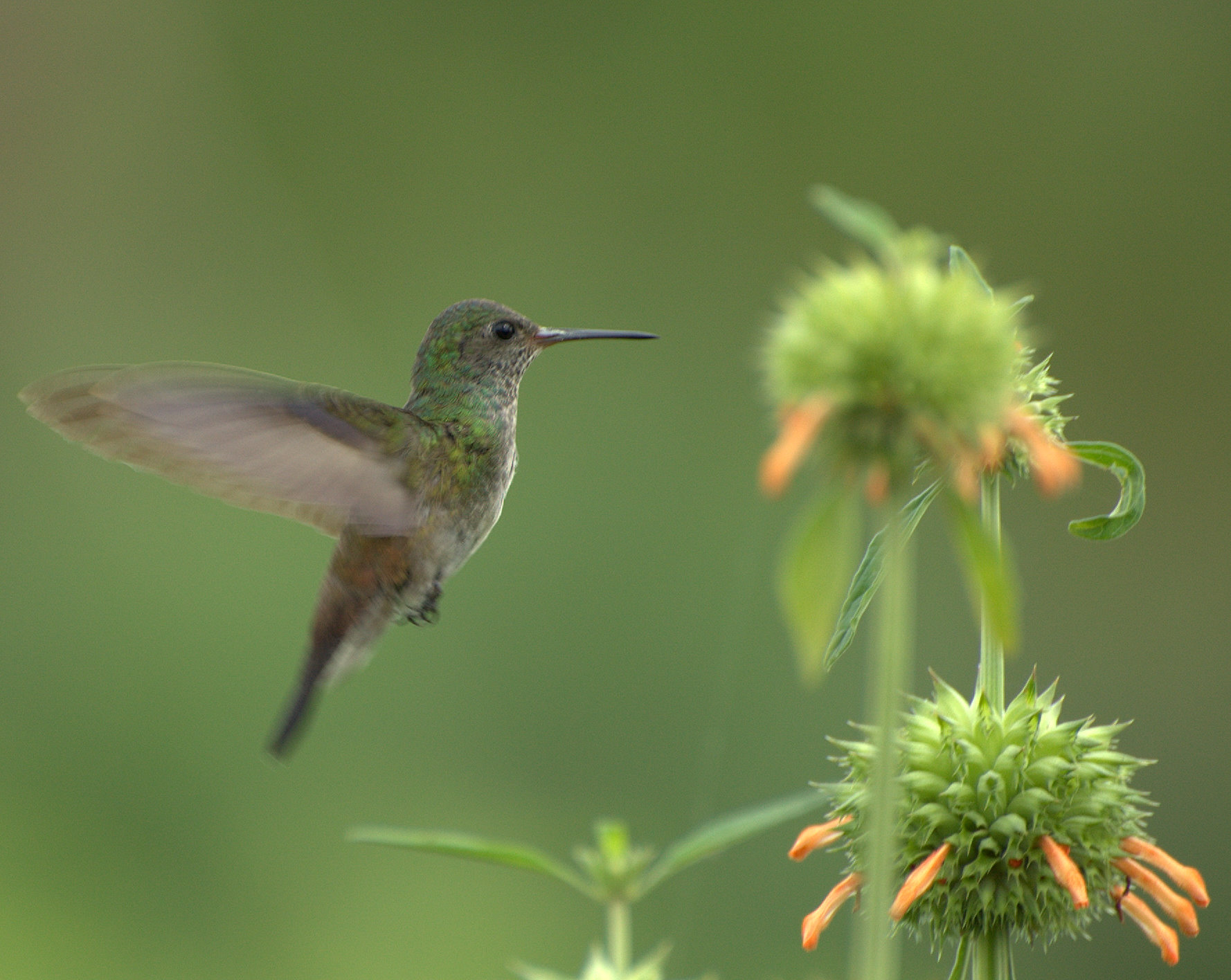
Самиця білобородого колібрі-сапфіра

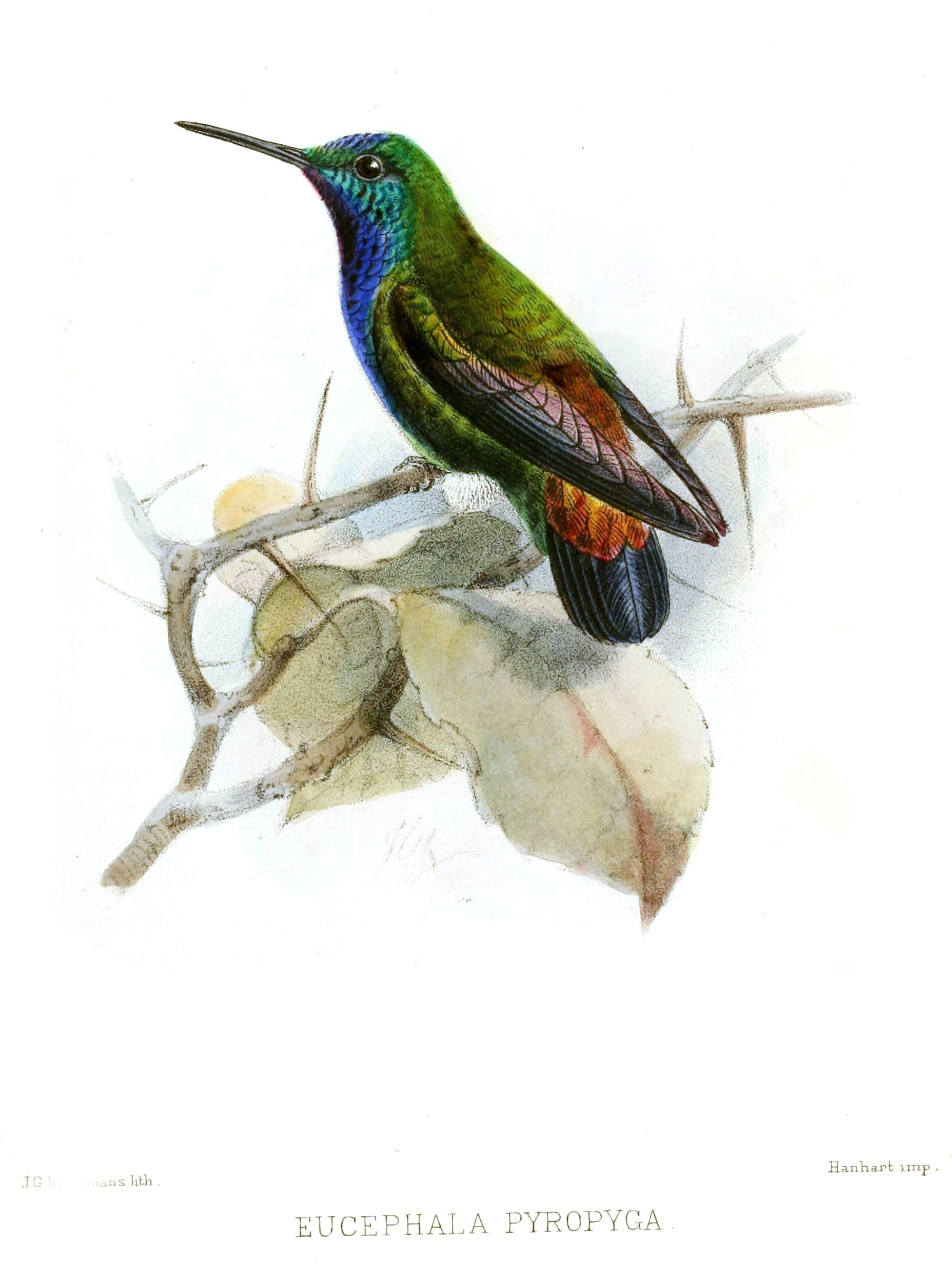
Білобородий колібрі-сапфір

Довжина птаха становить 8-9 см, вага 2,8-3,5 г. У самців тім'я, передня частина голови, горло і верхня частина грудей фіолетово-сині, блискучі. Потилиця і решта верхньої частини тіла золотисто-зелені, надхвістя мідне. Пера на підборідді біля основи білуваті. Жмивіт і боки золотисто-зелені, середина живота більш сірувата. Надхвістя темно-мідно-фіолетове, гузка темно-бронзово=зелена з мідним або пурпуровим відтінком. Хвіст сталево-синій або синювато-чорний, центральні стернові пера темно-бронзово-зелені. Дзьоб червоний з чорним кінчиком, довжиною 17,5 мм.
У самиць фіолетово-сине забарвлення голови і горла відсутнє, верхня частина тіла у них світліша, золотисто-зелена, надхвістя менш яскраве. Центральна частина нижньої частини тіла сірувата, гузка біла. Крайні стернові пера мають на кінці темну сіру смугу. Забарвлення молодих птахів є подібне до забарвлення самиць, однак у молодих самців голова і горло частково мають синьо-зелений відтінок, живіт у них більш сірий, гузка темно-сіра.

## Підвиди
Виділяють п'ять підвидів:
- C. c. viridiventris (Berlepsch, 1880) — Колумбія, південна Венесуела, Гаяна, північ Бразильської Амазонії;
- C. c. rostrata (Boucard, 1895) — схід Перу, північний схід Болівії і захід Бразилії (Мату-Гросу);
- C. c. conversa (Zimmer, JT, 1950) — схід Болівії, північ Парагваю і південний захід Бразилії (Мату-Гросу-ду-Сул);
- C. c. cyanus (Vieillot, 1818) — схід Бразилії (від Пернамбуку до Ріо-де-Жанейро);
- C. c. griseiventris (Grantsau, 1988) — від південно-східної Бразилії (на південь від Сан-Паулу) до північно-східної Аргентини.

## Поширення і екологія
Білобороді колібрі-сапфіри мешкають в Колумбії, Перу, Болівії, Бразилії, Венесуелі, Гаяні, Суринамі, Французькій Гвіані, Аргентині і Парагваї. Вони живуть на узліссях вологих рівнинних тропічних лісів, на галявинах, в галерейних лісах, в прибережних лісових масивах, на плантаціях та у вторинних лісах капоейра, в Амазонії і на південному сході Бразилії трапляються також в лісах, що ростуть на піщаних ґрунтах і в прибережних заростях рестінги. Зустрічаються на висоті від 200 до 1250 м над рівнем моря, на південному сході  Бразилії на рівні моря.
Білобороді колібрі-сапфіри живляться нектаром різноманітних квітучих рослин, а також дрібними комахами і павуками, яких вони ловлять в польоті або збирають з рослинності. Шукають їжу в усіх ярусах лісу. Розмножуються протягом всього року, на південному сході Бразилії переважно з вересня по листопад, на півночі Амазонії з листопада по лютий, на півдні Амазонії з грудня по березень. Гніздо чашоподібне, робиться з рослинних волокон, зовні покривається лишайниками і павутинням, прикріплюється до горизонтальної гілки на висоті від 1,5 до 4 м над землею. В кладці 2 яйця розмірами 14-14,3×8,5-9 мм і вагою 0,42-0,43 г. Інкубаційний період триває 14-15 днів, пташенята покидають гніздо через 20-26 днів після вилуплення.